# Sinotamias
 Sinotamias  ist eine in erdgeschichtlicher Zeit ausgestorbene Gattung der Hörnchen (Sciuridae) aus dem mittleren bis späten Miozän. Sie wurde 1991 auf der Basis von Fossilfunden von Sinotamias gravis beschrieben, die in der Inneren Mongolei, Volksrepublik China, gemacht wurden und umfasst neben dieser Nominatform aktuell vier weitere Arten aus China, der Ukraine und Griechenland.

## Merkmale
Die Merkmale des postcranialen Skeletts von Sinotamias sind unbekannt und entsprechen wahrscheinlich weitgehend denen moderner Erdhörnchen wie den Streifenhörnchen (Tamias). Die Tiere waren vergleichsweise klein, wodurch sie etwa von den Arten der Gattung Sciurotamias abgegrenzt werden. Die Beschreibung der Gattung erfolgte auf der Basis eines Unterkiefers sowie einiger einzelner Zähne, sodass sich alle bekannten gattungstypischen Merkmale auf diese beziehen. Der Zahnschmelz der unteren Schneidezähne ist gestreift durch schräge, anterolateral zur Längsachse des Zahnes verlaufende Rippen mit einem Winkel von 3 bis 7 Grad. Der obere Prämolar P4 besitzt einen reduziertem Anteroloph und der Metaloph ist eingeengt oder vom Protokonus abgetrennt. Die oberen Molaren M1 und M2 besitzen Metakonule am hinteren Angang des Metaloph. Der Ektolophid der unteren Molaren m1 und m2 ist gewölbt und verjüngt sich nach hinten. Die unteren Backenzähne vergrößern sich von p4 bis m3 und sie besitzen keinen Anterokonulid, Mesokonid und Entoconid. Der Unterkiefer ist schlank, mit flachem Gelenkfortsatz und leicht geneigtem Winkelfortsatz.
Wichtig für die Abgrenzung von anderen Gattungen und damit die Etablierung sind vor allem die Merkmale, in denen sich die Vertreter der Gattung Sinotamias von diesen unterscheiden. In ihrer geringen Körpergröße heben sie sich von allen Gattungen der Erdhörnchen mit Ausnahme von Ammospermophilus, Ictidomys, Tamias und Xerospermophilus sowie der fossilen Gattung Plesiosciurus hervor, die ebenfalls vergleichsweise klein sind. Von allen fossilen und rezenten Erdhörnchen unterscheiden sie sich durch die schräg verlaufenden Rippen auf dem Schmelz der Nagezähne sowie die beschriebene Gestaltung der Molaren M1 und M2 sowie m1 und m2. Hinzu kommen Unterschiede in der Skulpturierung der Zähne, durch die sie von weiteren Gattungen abgegrenzt werden.

## Fundorte und Zeitliche Einordnung
Fossilfunde von Sinotamias stammen aus verschiedenen Regionen Eurasiens, sodass von einer paläarktischen Verbreitung der Gattung ausgegangen wird. Das Typusmaterial sowie weitere Funde stammen aus den Lagerstätten Ertemte 2, Harr Obo 2 und Moergen II in der Inneren Mongolei, China. Fossilien von Sinotamias gromovi wurden in der Lagerstätte Andreevka in der Region Mykolajiw, Ukraine, gefunden, und Sinotamias atsali stammt aus Maramena, Makedonien, im nördlichen Griechenland.
Die Fossilfunde werden in Asien auf den Zeitraum des frühen Mittleren Miozän (Serravallium) bis zum Unteren Pliozän und in Europa auf das späte Mittlere Miozän (Messinium) bis zum Unteren Pliozän datiert.

## Fossilgeschichte und Taxonomie
Die Gattung Sinotamias wurde 1991 durch den chinesischen Säugetierpaläontologen Zhuding Qiu im Rahmen einer Bestandsaufnahme der Fossilien mehrerer Fossillagerstätten in der Inneren Mongolei anhand der Typusart Sinotamias gravis etabliert. Dabei standen ihm nur wenige einzelne Zähne und ein Kieferfragment dieser Tiere zur Verfügung. Neben der Gattung und Typusart beschrieb er auch die Art Spermophilus orientalis, die im Jahr 2000 erst als Prospermophilus orientalis einer neuen Gattung und durch Maxim V . Sinitsa 2018 aufgrund der sehr geringen Unterschiede zu Sinotamias gravis als Sinotamias orientalis ebenfalls Sinotamias zugeordnet wurde.
Bis 2018 wurden der Gattung vier Arten zugeordnet, die alle aus Ost- und Zentralasien und nur durch einen teilweise überlieferten Oberkiefer und einige isolierte Backenzähne nachgewiesen waren. Sinitsa überarbeitete die Taxonomie auf der Basis des Fundmaterials von Topachevsky und vor allem auf der Basis von gattungstypischen Zahnmerkmalen, um sie von anderen Gattungen abzugrenzen. Nach dem aktuellen Kenntnisstand besteht die Gattung aus fünf Arten:
- Sinotamias gravis (Qiu, 1991)[2]
- Sinotamias gromovi (Topachevsky, 1971), beschrieben als Sciurotamias gromovi Topachevsky, 1971[3]
- Sinotamias orientalis (Qiu, 1991)[2]
- Sinotamias atsali (de Bruijn, 1995), beschrieben als Tamias atsali de Bruijn, 1995[4]
- Sinotamias primitivus (Qiu, 1996), beschrieben als Tamias primitivus Qiu, 1996[5]

Bereits 1971 beschrieb der russische Forscher V. A. Topachevsky einen gut erhaltenen linken Unterkiefer in der Fundstelle Andreevka, Region Mykolajiw, in der südlichen Ukraine, den er der Art Sciurotamias gromovi und so der Gattung Sciurotamias zuwies. Er ordnete die Art aufgrund ihrer geringen Größe in die Verwandtschaft von Csakvaromys sciurinus Kretzoi, 1951 ein, das 2012 mit Spermophilinus bredai (Meyer, 1848) synonymisiert wurde. Eine Neubewertung des Materials aus Topachevskys Fund bestätigte, dass es sich bei diesem aufgrund der geringen Größe nicht um einen Vertreter von Sciurotamias handelt und dieser stattdessen als Sinotamias gromovi der Gattung Sinotamias zugeschlagen werden muss. Auch die von Hans de Bruijn 1995 als Tamias atsali und die 1996 von Qiu als Tamias primitivus beschriebenen Arten wurden aufgrund ihrer Zahnmerkmale zu Sinotamias hinzugefügt. Neben diesen Funden ordnete Sinitsa 2018 auch weitere Einzelfunde in die nahe Verwandtschaft von Sinotamias gromovi ein und synonymisierte Tamias anatoliensis Bosma, de Bruijn und Wessels, 2013 mit Sinotamias primitivus.
Auch die als Spermophilinus minutus Zhang and Li, 1982 beschriebene Art wird gelegentlich als potenzielle Art der Gattung Sinotamias betrachtet, aufgrund des schlechten verfügbaren Materials ist dies jedoch unklar und sie wird aktuell als ‚Sciuridae incertae sedis‘ betrachtet. Sinotamias maximus Tyutkova, 2009, beschrieben als Sinotamias-Art aus Kasachstan, wird von Sinitsa 2018 aufgrund der Zahnmerkmale dagegen den Xerini und dort der fossilen Gattung Kherem Minjin, 2004 zugeordnet.

### Phylogenetische Systematik
Sinitsa entwickelte auf der Basis des ihm verfügbaren Materials und damit auf der Basis von Zahnmerkmalen eine phylogenetische Systematik der Marmotini, in der er die Gattung Sinotamias gemeinsam mit den ebenfalls fossilen Gattungen Miospermophilus und Plesiosciurus als basale Gattungen der Marmotini einordnet. Aus dieser Stammlinie entwickelten sich nach seiner Darstellung die modernen Marmotini in Asien und Nordamerika. Die rezenten Gattungen Sciurotamias und Tamias spalteten sich demnach bereits vor Sinotamias ab, gemeinsam mit den fossilen Gattungen Palaeosciurus, Spermophilinus und Protospermophilus.

### Benennung
Benannt wurde die Gattung Sinotamias nach dem Fundort in China („Sino“) und nach den Ähnlichkeiten der Funde mit den Streifenhörnchen (Gattung Tamias).

## Belege
1. 1 2 3 4 5 6 7 8 9 10 11 12 13 14  Maxim V . Sinitsa: Phylogenetic position of Sinotamias and the early evolution of Marmotini (Rodentia, Sciuridae, Xerinae). In: Journal of Vertebrate Paleontology. 2018, Artikel e1419251. doi:10.1080/02724634.2017.1419251
2. 1 2 3  Zhuding Qiu: The Neogene mammalian faunas of Ertemte and Harr Obo in Inner Mongolia (Nei Mongol), China. 8. Sciuridae (Rodentia). In: Senckenbergiana Lethaea. Band 71, 1991, S. 223–255.
3. ↑  V. A. Topachevsky: [Remains of Sciurotamias gromovi (Rodentia, Sciuridae) from the Upper Miocene deposits of the Black Sea area in Ukraine]. In: Vestnik Zoologii. Band 4, 1971, S. 46–50 (russisch).
4. 1 2  Hans de Bruijn: The vertebrate locality Maramena (Macedonia, Greece) at the Turolian-Ruscinian boundary  (Neogene). 8. Sciuridae, Petauristidae and Eomyidae (Rodentia, Mammalia). In: Münchner Geowissenschaftliche Abhandlungen. Band A 28, 1995, S. 87–102.
5. ↑  Zhuding Qiu: Middle Miocene Micromammalian Fauna from Tunggur, Nei Mongol. Science Press, Beijing 1996.
6. ↑  Hans de Bruijn, Anneke A. Bosma: Spermophilinus and Csakvaromys, two names for the same genus of ground squirrel (Tamiini, Sciuridae, Rodentia, Mammalia) from the Neogene of Europe. In: Annalen des Naturhistorischen Museums in Wien. Band A 114, 2012, S. 317–320 (zobodat.at [PDF]).